# Alpok Stadion
Az Alpok Stadion (olaszul:Stadio delle Alpi) egy labdarúgó stadion és atlétikai pálya volt, Torinóban, Olaszországban, mely a Juventus és a Torino hazai meccseinek helyszínéül szolgált 1990 és 2006 között. A stadion neve magyarul azt jelenti, hogy "Az Alpok stadionja", mely a közelben található hegyekre való utalás. Jelenleg az épület lebontás alatt áll, ezalatt mindkét Torinói csapat a Stadio Olimpico di Torinóban játssza hazai meccseit. A lebontott aréna helyére új, modern stadiont építettek, mely 2011-re készült el. Az új stadion a Juventus Stadion nevet kapta.

## Külső hivatkozások
- LO STADIO DELLE ALPI (olasz nyelven). icbernareggio.it. [2011. szeptember 16-i dátummal az eredetiből archiválva]. (Hozzáférés: 2011. február 20.)
- Stadio Delle Alpi (magyar nyelven). pegazus.hu. [2011. november 5-i dátummal az eredetiből archiválva]. (Hozzáférés: 2011. február 21.)
- Stadion látképe a  Google Maps -ről. maps.google.com. (Hozzáférés: 2011. február 20.)